# Lena Philipsson
Lena Philipsson (n. 19 ianuarie 1966, Vetlanda, Comitatul Jönköping, Suedia) este o cântăreață din Suedia. A reprezentat țara la Eurovision 2004 și a ieșit pe locul 5.

## Discografie
- Kärleken är evig (1986)
- Dansa i neon (1987)
- Boy (1987)
- Talking in Your Sleep (1988)
- Hitlåtar med Lena Philipsson (1985-1987)
- My Name (1989)
- A Woman´s Gotta Do What A Woman´s Gotta Do (1991)
- Fantasy (1993)
- Lena Philipsson (1995)
- Bästa vänner (1997)
- Hennes bästa (1998)
- Lena Philipsson Collection 1984-2001 (2001)
- 100% Lena/20 hits (2002)
- Det gör ont en stund på natten men inget på dan (2004)
- Jag ångrar ingenting (2005)
- Lady Star (2006)
- Lena 20 år (2007)